# The Lair (Film)
The Lair ist ein britischer Horrorfilm des Regisseurs Neil Marshall aus dem Jahr 2022.

## Inhalt
Als die Pilotin der Royal Air Force, Sinclair, über Afghanistan abgeschossen wird, findet sie Zuflucht in einem unterirdischen Bunker, in dem tödliche, halb menschliche, halb außerirdische Kreaturen erweckt werden.

## Produktion und Veröffentlichung
Regie führte Neil Marshall, der auch für den Schnitt des Films verantwortlich war. Die Drehbücher schrieben Neil Marshall und Charlotte Kirk. Der Produzent war Daniel-Konrad Cooper. Die Musik komponierte Christopher Drake und für die Kameraführung war Luke Bryant verantwortlich. Der Film kam am 25. August 2022 raus. Am 19. Mai 2023 erschien der Film in einer ungekürzten Fassung mit der Altersfreigabe „ab 18 Jahren“ in Deutschland.

## Synchronisation
Die deutschsprachige Synchronisation entstand durch die Synchronfirma DMT Digital Media Technologie GmbH. Das Dialogbuch schrieb Richard Westerhaus und Dialogregie führte Frauke Thielecke.
| Figur                 | Schauspieler   | Deutscher Synchronsprecher |
| --------------------- | -------------- | -------------------------- |
| Captain Kate Sinclair | Charlotte Kirk | Nina Witt                  |
| Corp. Jade Lafayette  | Kibong Tanji   | Nadine Wöbs                |
| Corp. Kip Wilks       | Mark Strepan   | Brian Sommer               |
| Major Roy Finch       | Jamie Bamber   | Konstantin Graudus         |
| Pvt. Dwayne Everett   | Mark Arends    | Janek Schächter            |
| Pvt. Eddie Serano     | Adam Bond      | Jan-David Rönfeldt         |

## Rezeption
- Lexikon des internationalen Films: „Ein schlichte Mischung aus Monster- und Kriegsfilm, die sich wenig um interessante Figurenzeichnungen oder Subtexte schert, sondern sich ganz aufs Creature Design, eine Geisterbahn-Dramaturgie und das Spiel mit Gore-Effekten verlässt.“[4]